# Boddaert

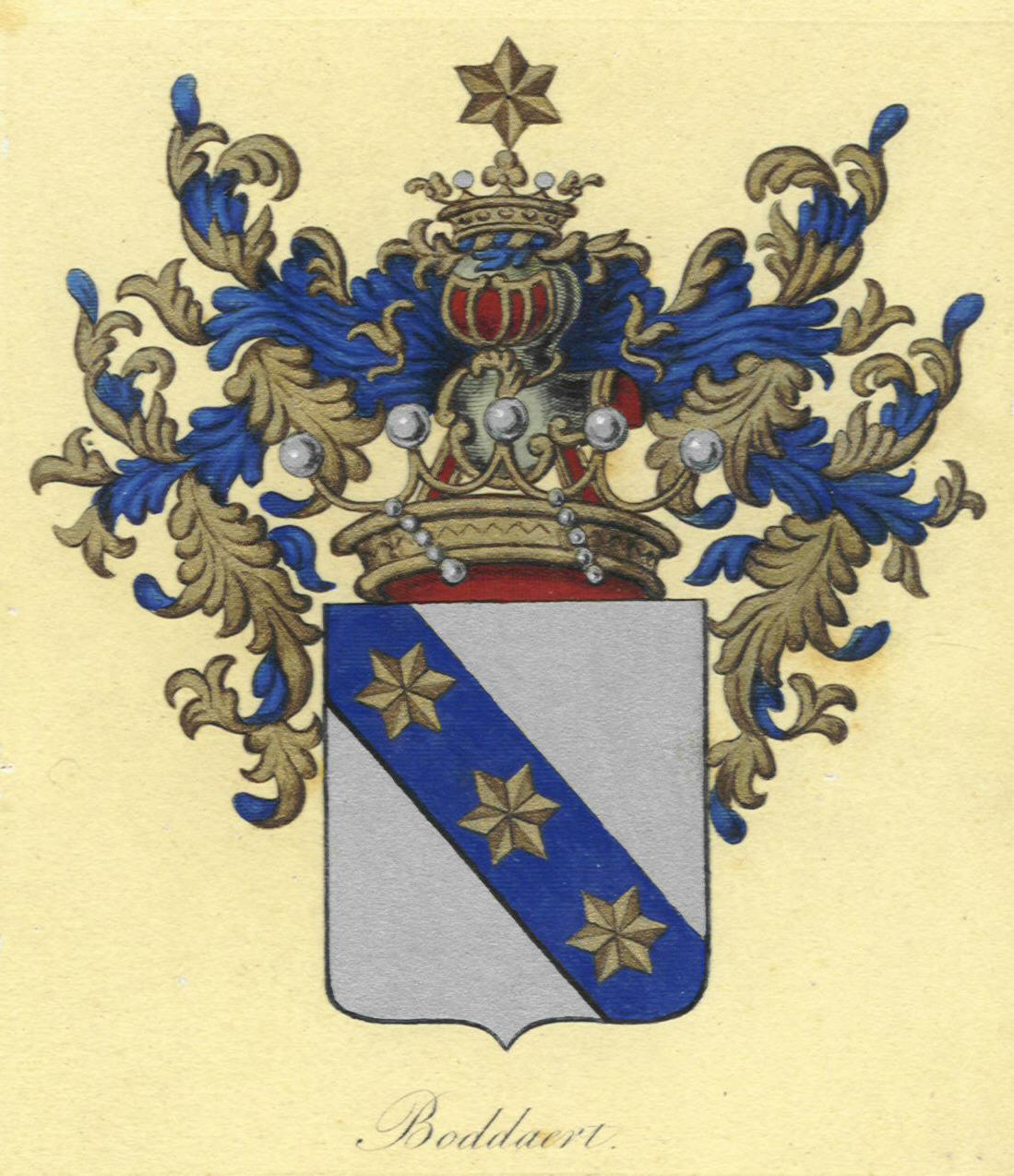
Familiewapen van Boddaert

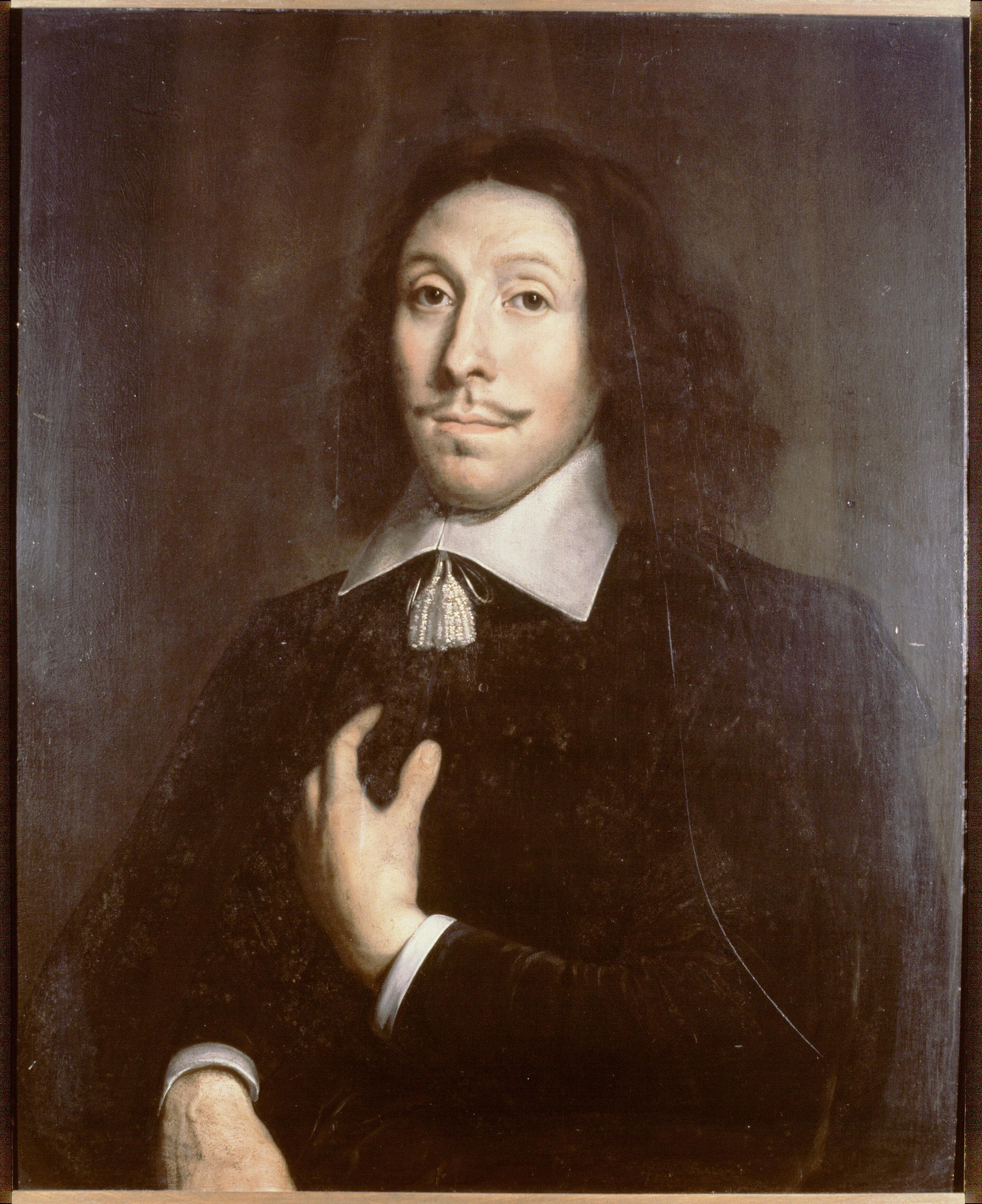
Pieter Boddaert (1620-1670)

Boddaert is een Nederlands geslacht waarvan een tak sinds 1832 behoort tot de Nederlandse adel.

## Geschiedenis
De huidige Nederlandse familie Boddaert stamt af van Joris Boddaert, geboren omstreeks 1555 in Nieuwkerke (graafschap Vlaanderen). Hij was gehuwd met Catharina Hessel. Een zoon van deze Joris, genaamd Pieter Boddaert (1576-1625) was aanvankelijk lakenkoopman in Rijsel, maar werd protestant en week in 1607 uit naar Amsterdam, waar hij in 1610 trouwde met Maria Bave, afkomstig uit Keulen. Na haar overlijden in 1621 trouwde hij in 1624 met Barbara Berewijns of Barrewijns uit Amsterdam. Hij overleed op 6 november 1625 te Amsterdam.
De zoon van laatstgenoemde, Pieter Boddaert (1620-1670), vestigde zich in 1644 in Middelburg. Hij was koopman en handelde op de Levant en op Spanje. Tevens was hij bewindhebber van de WIC en van de VOC. Hij trouwde in 1656 met Cornelia van den Helm. Zijn afstammelingen bekleedden in de 17e en 18e eeuw belangrijke functies in het bestuur van de stad Middelburg en de provincie Zeeland. Tevens waren zij bewindhebbers van de WIC en de VOC en dreven handel. Kornelis van den Helm Boddaert was in 1771 oprichter van de Sociëteit ter Navigatie op Essequebo en annexe Rivieren.
Zijn afstammeling mr. Pieter Johan Boddaert (1780-1843) werd bij K.B. van 14 januari 1832 verheven in de Nederlandse adel. Daarbij werd tevens het vanouds door de familie gevoerde wapen beschreven, als volgt:
“In zilver een blauwe schuinbalk, beladen met drie gouden zespuntige sterren. Een halfaanziende helm; wrong en dekkleden: goud en blauw; op de wrong een kroon van drie bladeren en twee parels; helmteken: een ster van het schild.”
In 1915 werd het geslacht opgenomen in het genealogische naslagwerk Nederland's Patriciaat.
Er is een “Engelse tak”, die afstamt van jhr. Willem Reinbrand Boddaert (1892-1972) en die gevestigd is in Engeland, Canada en de Verenigde Staten.

## Enkele telgen
- mr. Pieter Boddaert (1694-1760), jurist, dichter en schrijver.
  - mr. Kornelis van den Helm Boddaert (1727-1800), burgemeester van Middelburg
    - mr. Phoenix Isaac Boddaert (1755-1807), ontvanger-generaal van Zeeland
      - jhr. mr. Pieter Johan Boddaert (1780-1843), lid Tweede Kamer der Staten-Generaal
        - jhr. mr. Jacques Phoenix Boddaert (1811-1885), lid van de Ridderschap van Zeeland en rechter bij de arrondissementsrechtbank te Middelburg
          - jkvr. Marie Boddaert (1844-1914), schrijfster en dichteres
          - jkvr. Elisabeth Boddaert (1866-1948), stichtster en directrice van de Boddaert Tehuizen

        - jhr. Willem Reinbrand Boddaert (1812-1888), lid provinciale staten van Zeeland
          - jhr. Jacques Phoenix Boddaert (1847-1918)
            - jhr. ir. Robertus Joan Boddaert (1878-1956), directeur B.V. Handelslaboratorium v/h Dr. A. Verwey te Rotterdam
              - jhr. drs. Henri Phoenix Boddaert (1909-1984), directeur B.V. Handelslaboratorium v/h Dr. A. Verwey te Rotterdam
                - jhr. mr. Adolph Robert Phoenix (Dolph) Boddaert (1938), oud-advocaat, publicist over adelszaken
                  - jhr. drs. Pieter Adolph Boddaert (1968), docent
                    - Melle Boddaert (2000), singer-songwriter

                - jhr. Robertus Joan Henri Boddaert (1939), oud-directeur B.V. Handelslaboratorium v/h Dr. A. Verwey te Rotterdam
                  - jkvr. ds. Peronne Boddaert (1969-2007), predikante

                - Jhr. Joris Willem Reinbrand (Joris) Boddaert (1945), Rotterdams journalist en publicist

  - dr. Pieter Boddaert (1733-1795), arts en natuuronderzoeker
    - mr. Pieter Boddaert jr. (1766-1805), dichter en schrijver

Geslachten die opgenomen zijn in het sinds 1910 verschijnende genealogische naslagwerk Nederland's Patriciaat. Lijst volgens opgave van het CBG Centrum voor familiegeschiedenis.
A · B · C · D · E · F · G · H · I · J · K · L · M · N · O · P · Q · R · S · T · U · V · W · Y · Z